# Gorica Svetojanska
 Gorica Svetojanska  falu Horvátországban Zágráb megyében. Közigazgatásilag Jasztrebarszkához tartozik.

## Fekvése
Zágrábtól 32 km-re délnyugatra, községközpontjától 7 km-re északnyugatra a Plešivica-hegység egyik délnyugati nyúlványának platóján és lejtőin fekszik.

## Története
A falu a középkorban a podgorjei várispánsághoz tartozott, melynek központja a közeli Podgorja, vagy más néven Turnja vára volt. Első említése 1327-ben történt "Gorcha" alakban, mint a lipoveci uradalomhoz tartozó települést. Szent Anna tiszteletére szentelt plébániatemplomát már 1334-ben említi Ivan goricai főesperes a zágrábi káptalan statutumában, majd 1501-ben az egyházlátogatás is megemlíti. A plébániatemplomot a korabeli források csak a 17. századig említik, ekkorra azonban tönkrement és 1757-ben le is bontották. A plébániatemplom funkcióit 1735-ben, majd a Szent Anna titulust is 1767 körül az 1687-ben épített Szűz Mária kápolna vette át. A falu maga a dombon emelkedő templomhoz vezető gerincen menő út mentén alakult ki, mely a templom előtt kiszélesedik. A 18. században itt három szakrális épület is állt, a Szent Mihály, a Szűz Mária és a Szent Anna templom. Ezen a helyen a 19. század második feléig temető is volt, melyet később a templom mögé délkeletre a lejtőre helyeztek át. Ennek a kis térnek a délnyugati részén áll ma a tűzoltószerház, a község területi irodája, a bolt és a vendéglő.  A falu magaslati fekvésének köszönhetően házaitól messzire ellátni és szép kilátás nyílik a környékre. 
A falunak 1857-ben 166, 1910-ben 209 lakosa volt. Trianon előtt Zágráb vármegye Jaskai járásához tartozott. 2001-ben 137 lakosa volt.

## Lakosság
| Lakosság változása | Lakosság változása | Lakosság változása | Lakosság változása | Lakosság változása | Lakosság változása | Lakosság változása | Lakosság változása | Lakosság változása | Lakosság változása | Lakosság változása | Lakosság változása | Lakosság változása | Lakosság változása | Lakosság változása |
| ------------------ | ------------------ | ------------------ | ------------------ | ------------------ | ------------------ | ------------------ | ------------------ | ------------------ | ------------------ | ------------------ | ------------------ | ------------------ | ------------------ | ------------------ |
| 1857               | 1869               | 1880               | 1890               | 1900               | 1910               | 1921               | 1931               | 1948               | 1953               | 1961               | 1971               | 1981               | 1991               | 2001               |
| 166                | 195                | 163                | 175                | 199                | 209                | 165                | 182                | 177                | 164                | 187                | 188                | 163                | 163                | 137                |

## Nevezetességei
- Szent Anna tiszteletére szentelt plébániatemploma[3] még Szűz Mária kápolnaként épült 1687-ben. 1868-ban és 1877-ben is földrengés sújtotta, melyek után újjá kellett építeni. Különösen értékes a 18. századi Szent Anna főoltár felül az Atyaisten és az angyalok szobraival, a szentségtartóval és késő barokk ornamentikájával, valamint Jézus és Mária Szíve szobraival. A hajóban található a barokk Szent Borbála és Háromkirályok oltár. Szépek a kórus a kapu kőfaragványai, valamint a szenteltvíztartó is. A harangtorony a homlokzattól északra áll. Zsindelyfedését 1902-ben kerámialapokra cserélték át.

- A falu legmagasabb kiemelkedő helyén áll az Erdődyek egykori vadászkastélya. Egyemeletes alápincézett épület, kőportálján az 1656-os évszám áll. Az 1980-as években végzett átépítéssel az épület eredeti harmóniáját megbontották. Ma az erdészet központja van benne, de nemrég még tágas külső terasszal rendelkező étterem is üzemelt itt.